# Trump Shuttle
Trump Shuttle Inc. (im Außenauftritt Trump) war der Name einer von 1989 bis 1992 von Donald Trump geführten Fluggesellschaft. Sie bot vom Flughafen New York-LaGuardia aus hauptsächlich Flüge nach Boston und Washington, D.C. an. Eingesetzt wurden Boeing 727.

## Geschichte

### Übernahme durch Donald Trump
Nachdem Eastern Air Lines in den späten 1980er Jahren mehr und mehr finanziellen Problemen gegenüberstand, entschied man sich, die Routen und Flugzeuge der Gesellschaft zu verkaufen. In diesem Zuge wurde die profitabel operierende Eastern Air Lines Shuttle vom Mutterkonzern abgetrennt, um diesen Teilbereich gewinnbringend verkaufen zu können. Am 5. Oktober 1988 erwarb der Millionär Donald Trump für rund 380 Millionen US-$ die Rechte an der Fluggesellschaft. Die Gründung als Trump Shuttle erfolgte am 7. Juni 1989, die Gesellschaft nahm am 23. Juni 1989 den Flugbetrieb auf, bekannt wurde sie als Trump Airlines.

### Neuausrichtung
Im Zuge der Übernahme entschied man sich, das Geschäftsmodell anzupassen und die Fluggesellschaft zu einem Luxuscarrier umzugestalten. Neben einer neuen weiß-roten Bemalung wurde das Kabinendesign mit Wurzelholz und Chrom aufgewertet.
Trump Shuttle war darüber hinaus weltweit eine der ersten Fluggesellschaften, die mit Hilfe der Firma LapStop Selbstbedienungs-Check-In-Schalter einführte.
Da die Kunden der Gesellschaft jedoch mehr Wert auf Komfort als auf luxuriöse Ausstattung legten und während eines Streiks vor der Übernahme der Fluggesellschaft durch Donald Trump viele Kunden zum Pan Am-Shuttle wechselten, geriet Trump Shuttle schnell in finanzielle Probleme. Auch die stark gestiegenen Kerosinpreise infolge des zweiten Golfkrieges sorgten dafür, dass die Investorengruppe, die Donald Trump das Geld für die Fluggesellschaft zur Verfügung stellte, 1990 die Mehrheit an ihr übernahm und sie zum Verkauf vorbereitete.

### Verkauf an US Airways Group
Aufgrund der folgenden wirtschaftlichen Rezession nach dem Golfkrieg gelang es der Investmentgruppe jedoch nicht, die Airline zum gewünschten Preis an die Interessenten (darunter Northwest Airlines und American Airlines) zu verkaufen. Schließlich bot man der USAir Group an, ihr 40 % der Besitzrechte zu veräußern, sofern der Flugbetrieb für weitere 10 Jahre inklusive aller Kosten aufrechterhalten würde. Am 7. April 1992 stellte die Trump Airlines ihren Flugbetrieb ein und nahm ihn am 12. April 1992 unter dem Namen USAir Shuttle wieder auf. Am 19. November 1997 übernahm die US Airways Group (ehemals USAir Group) das Unternehmen vollständig. Die eigenständige Tochtergesellschaft setzte danach ihren Flugbetrieb unter dem Namen US Airways Shuttle fort. Am 1. Juli 2000 wurde die US Airways Shuttle mit der US Airways fusioniert. US Airways nutzte im Anschluss die Markenbezeichnung US Airways Shuttle weiterhin auf einigen Routen.

## Flotte
Die Flotte der Trump Shuttle bestand von 1989 bis 1992 aus:
- 07 Boeing 727-100
- 10 Boeing 727-200